# Sipha flava
Sipha flava é o nome comum do pulgão amarelo da cana, e é uma espécie de afídio endêmico da América do Norte.